# Ángeles García-Madrid
Ángeles García-Madrid (Torrejón de Ardoz, 1918-Madrid, 8 de noviembre de 2015) fue una escritora de prosa y poemas española.

## Reseña biográfica

### Primeros pasos
Nació en Torrejón de Ardoz de padres emigrantes de Ciudad Real y a los pocos meses la familia se trasladó a Madrid, pues a su padre, que trabajaba como ferroviario, le concedieron un traslado. Con 13 años comenzó de sastra en un taller de costura cobrando una peseta diaria, todos los días de la semana. Allí fue donde comenzó su interés por la poesía cuando una oficiala le mostró un poema de un pretendiente. Con sus primeros ahorros compró un diccionario para aumentar su léxico y comenzar con sus primeros escritos, su primer poema fue para su sobrino que nació al poco tiempo, dando comienzo su actividad como escritora.

### Guerra civil y posguerra
A los 16 años, entró a formar parte del Círculo Socialista, comenzando a interesarse por la política y afiliándose al Partido Socialista Obrero Español (PSOE) participando en obras de teatro y vendiendo el periódico Renovación. En 1936 estalló la guerra civil española y comenzó a trabajar en un taller de costura dedicado a fabricar uniformes para la 49 Brigada Mixta que se había formado en el barrio de Pacífico. Al marchar los hombres al frente, las Juventudes Socialistas Unificadas (JSU) pidieron voluntarios para cobradores de tranvía y García-Madrid se presentó voluntaria. Pasó los últimos 8 meses de guerra desempeñando ese trabajo junto a Julia Conesa, una de las Trece Rosas. Tras el final de la guerra, el 1 de abril de 1939, Ángeles permaneció 20 días más trabajando como cobradora de tranvía, ya bajo el mandato franquista, hasta que fue expulsada.
El 14 de mayo de 1939, ella y su madre fueron detenidas en su domicilio junto a 25 de los 30 residentes del inmueble, acusados por otro vecino. Su padre había sido detenido previamente y encarcelado en Comendadoras, donde pasó 5 años en prisión, tras los cuales fue puesto en libertad al sobreseerle la causa.  
García Madrid cuenta su detención y prisión en el libro Requiem por la libertad. Pasó 20 días en el centro de detención de la calle de Almagro, donde fue golpeada y presenció diariamente torturas a otros compañeros. Permaneció en una sala contigua a la utilizada para interrogar y torturar a los detenidos. Después de Almagro pasó a la cárcel de Ventas, en los mismos tiempos que las Trece Rosas. Fue ubicada en la Galería Primera Derecha, de penadas a muerte. Fue testigo de una de las primeras sacas de Ventas: la de las hermanas Manuela y Teresa Guerra Basanta, ejecutadas el 24 de junio. Y también de las Trece Rosas, a las que dedicó un soneto.
En mayo de 1940 fue juzgada y condenada a doce años de prisión por “auxilio a la rebelión militar”. Permaneció encarcelada en Ventas hasta el 14 de mayo de 1940. En esa fecha fue trasladada a la prisión de Tarragona junto a otras compañeras, un presidio dirigido por las monjas oblatas. De allí fue trasladada primero a la prisión de Les Corts en Barcelona y posteriormente a la de Gerona, donde pasó un año y 4 meses, los 8 últimos en la enfermería de tuberculosis, aunque ella lo que padecía era anemia.
En febrero de 1942 se le concedió la libertad condicional gracias a un decreto de indulto y regresó a Madrid. A su salida de la cárcel, su condición de "roja" y ex presa le acarreó numerosas dificultades para conseguir un empleo. Por fin, aprendió el oficio de pantalonera y con el tiempo consiguió incluso abrir un pequeño taller. Tras la muerte de Francisco Franco pudo publicar sus libros de memorias y poemarios. 
Estuvo vinculada al Club de Amigos de la UNESCO de Madrid (CAUM), fundado por José Luis Gallego a principios de los sesenta junto al poeta Luis Rosales que acababa de romper con el franquismo, Alfonso Sastre y Eva Forest, entre otros. Durante doce años ostentó la secretaría de Cultura de la Asociación de Ex-Presos y Represaliados Políticos Antifascistas, cargo desde el cual impulsó la iniciativa del monumento de Miguel Hernández en el Parque del Oeste de Madrid, de Domínguez Uceta, erigido en 1985 y costeado por la propia asociación. Impartió numerosas conferencias relatando su experiencia en España y en Europa.
Falleció en Madrid el 8 de noviembre de 2015.

## Obra
En 1977 publicó con la editorial Comunicación Literaria de Autores (CLA) Al quiebro de mis espinas: poemas desde la cárcel, poemas escritos durante su cautiverio en la cárcel. Durante esta época conoció a Acacia Uceta que escribió sobre ella: "su primera noticia me llegó a través de un libro de poemas, siendo yo jurado de un premio poético al que ella concurría. La calidad y la emoción de aquel libro, despertando mi curiosidad e instándome a buscar a la autora, sirvieron de puente para enlazar una verdadera amistad". Según escribió la propia García-Madrid, "fue en uno de esos críticos momentos cuando Acacia decidió que se hacía necesario que, poco a poco, como quien tira del cabo de una gran madeja, yo debía tirar del hilo de mis recuerdos y reposarlo en papel" Así, en 1982, García-Madrid publicó su libro Requiem por la Libertad, prologado por Acacia Uceta, que sería reeditado en 2003 con una breve nota de Alfonso Guerra.  
Antes, en 1980, había publicado Aguas revueltas, su segundo libro de poemas. Otros libros suyos son. Requiem por la libertad (1982); Títere de corcho (1986); Pasos tranquilos (1993) y  De la memoria ... y otras cosas(2001).

## Premios y reconocimientos
- En 1993 recibió el primer premio de poesía "Aldonza Lorenzo" de la Confederación de Casas Regionales y Provinciales de España por su obra Pasos Tranquilos.
- En 1999 le fue otorgado por la Federación Socialista Madrileña del PSOE el premio “Ana Tutor”.[12]
- El 1 de octubre de 2012 recibió un homenaje en la sede del PSM junto a otros veteranos del partido[13]
- Primer premio a la cultura: Ángeles García Madrid[14]

- El 14 de abril de 2015: recibió el Premio a Mujeres Luchadoras concedido por la agrupación del PSOE del Puente de Vallecas
- En 2018 el ayuntamiento de Madrid puso su nombre a una calle en el barrio de Adelfas perteneciente al distrito de Retiro.[15]